# Geshan (sockenhuvudort i Kina, Zhejiang Sheng, lat 27,89, long 119,35)
Geshan (kinesiska: 葛山乡) är en sockenhuvudort i Kina. Den ligger i provinsen Zhejiang, i den östra delen av landet, omkring 270 kilometer söder om provinshuvudstaden Hangzhou. Antalet invånare är 954. Befolkningen består av 431 kvinnor och 523 män. Barn under 15 år utgör 6,0 %, vuxna 15-64 år 55 %, och äldre över 65 år 37 %.
Runt Geshan är det ganska tätbefolkat, med 78 invånare per kvadratkilometer. Närmaste större samhälle är Anren, 18,9 km norr om Geshan. I omgivningarna runt Geshan växer i huvudsak blandskog.
Genomsnittlig årsnederbörd är 2 342 millimeter. Den regnigaste månaden är juni, med i genomsnitt 422 mm nederbörd, och den torraste är oktober, med 61 mm nederbörd.